# Cilunculus sewelli
Cilunculus sewelli är en havsspindelart som beskrevs av Calman, W.T. 1938. Cilunculus sewelli ingår i släktet Cilunculus och familjen Ammotheidae. Inga underarter finns listade i Catalogue of Life.